# دافي أليسون
دافي أليسون (بالإنجليزية: Davey Allison) هو سائق سيارة سباق أمريكي، ولد في 25 فبراير 1961 في هوليوود في الولايات المتحدة، وتوفي في 13 يوليو 1993 في برمنغهام في الولايات المتحدة.

## وصلات خارجية
- الموقع الرسمي
- دافي أليسون على موقع Racing-Reference.info (الإنجليزية)
- دافي أليسون على موقع DriverDB.com (الإنجليزية)
- دافي أليسون على موقع قاعة ألاباما للمشاهير الرياضية (مؤرشف) (الإنجليزية)